# Joel Aguilar
Joel Aguilar (San Salvador, 1975. július 2. –) salvadori nemzetközi labdarúgó-játékvezető.

## Pályafutása

### Nemzetközi játékvezetés
Az Salvadori labdarúgó-szövetség Játékvezető Bizottsága (JB) terjesztette fel nemzetközi játékvezetőnek, a Nemzetközi Labdarúgó-szövetség (FIFA) 2001-től tartotta nyilván bírói keretében. Több válogatott és nemzetközi klubmérkőzést vezetett, vagy működő társának 4. bíróként segített.

#### Világbajnokság
Az ifjúsági világbajnoki döntőhöz vezető úton a kanadai 2007-es U20-as labdarúgó-világbajnokságon, az egyiptomi 2009-es U20-as labdarúgó-világbajnokságon valamint a Dél-koreai 2007-es U17-es labdarúgó-világbajnokságon a FIFA JB játékvezetőként alkalmazta.

##### 2007-es U20-as labdarúgó-világbajnokság
| Időpont          | Helyszín                   | Mérkőzés típusa             | Mérkőzés                   | Eredmény | Nézők száma |
| ---------------- | -------------------------- | --------------------------- | -------------------------- | -------- | ----------- |
| 2007. június 30. | Olimpiai Stadion, Montréal | csoportmérkőzés (D csoport) | Dél-Korea–Egyesült Államok | 1 : 1    | 55 800      |
| 2007. július 5.  | Nemzeti Stadion, Toronto   | csoportmérkőzés (C csoport) | Új-Zéland–Gambia           | 0 : 1    | 11 869      |
| 2007. július 8.  | Nemzeti Stadion, Toronto   | csoportmérkőzés (A csoport) | Chile–Ausztria             | 0 : 0    | 19 526      |
| 2007. július 12. | Nemzeti Stadion, Toronto   | egyik nyolcaddöntő          | Argentína–Lengyelország    | 3 – 1    | 19 526      |

##### 2009-es U20-as labdarúgó-világbajnokság
| Időpont              | Helyszín                        | Mérkőzés típusa             | Mérkőzés                           | Eredmény | Nézők száma |
| -------------------- | ------------------------------- | --------------------------- | ---------------------------------- | -------- | ----------- |
| 2009. október 1.     | Álszálám Stadion, Kairó         | csoportmérkőzés (B csoport) | Venezuela–Spanyolország            | 0 : 3    | 7 220       |
| 2009. szeptember 27. | Alexandriai Stadion, Alexandria | csoportmérkőzés (F csoport) | Egyesült Arab Emírségek–Dél-Afrika | 2 : 2    | 14 000      |
| 2009. október 9.     | Szuezi Stadion, Szuez           | negyeddöntő                 | Dél-Korea–Ghána                    | 0 : 3    |             |

---

##### 2007-es U17-es labdarúgó-világbajnokság
| Időpont             | Helyszín                   | Mérkőzés típusa             | Mérkőzés                    | Eredmény | Nézők száma |
| ------------------- | -------------------------- | --------------------------- | --------------------------- | -------- | ----------- |
| 2007. augusztus 21. | Szuwon Stadion, Szuwon     | csoportmérkőzés (A csoport) | Togo–Peru                   | 0 : 0    | 1 300       |
| 2007. augusztus 26. | Szuwon Stadion, Szuwon     | csoportmérkőzés (E csoport) | Tunézia–Tádzsikisztán       | 1 : 0    | 1 235       |
| 2007. augusztus 23. | Baekszeok Stadion, Cseonam | csoportmérkőzés (F csoport) | Ghána–Németország           | 2 : 3    | 7 516       |
| 2007. szeptember 1. | Jeju Stadion, Szögvipo     | negyeddöntő                 | Spanyolország–Franciaország | 1 : 1    | 2 310       |
| 2007. szeptember 6. | Szuwon Stadion, Szuwon     | elődöntő                    | Nigéria–Németország         | 3 : 1    | 3 472       |

---
A világbajnoki döntőhöz vezető úton Dél-Afrikába a XIX., a 2010-es labdarúgó-világbajnokságra a FIFA JB a CONCACAF-zóna selejtező-csoportkörében, valamint Brazíliába a XX., a 2014-es labdarúgó-világbajnokságra játékvezetőként alkalmazta.

##### 2010-es labdarúgó-világbajnokság
2008-ban a FIFA JB bejelentette, hogy a játékvezetők átmeneti listájára került, akik Dél-Afrikában a XIX., a 2010-es labdarúgó-világbajnokságon játékvezető lehet. A FIFA 2010. február 5-én kijelölte a (június 11.-július 11.) közötti dél-afrikai világbajnokságon közreműködő harminc játékvezetőt, akik Kassai Viktor és 28 társa között ott lehet a világtornán. Az érintettek március 2-6. között a Kanári-szigeteken vettek részt szemináriumon, ezt megelőzően február 26-án Zürichben orvosi vizsgálaton kell megjelenniük. Az ellenőrző vizsgálatokon megfelelt az elvárásoknak, így a FIFA JB delegálta az utazó keretbe. A helyszínen tartalék játékvezetőként szolgálta a labdarúgást.

###### Selejtező mérkőzés
| Időpont             | Helyszín                                      | Mérkőzés típusa                       | Mérkőzés                                      | Eredmény | Nézők száma |
| ------------------- | --------------------------------------------- | ------------------------------------- | --------------------------------------------- | -------- | ----------- |
| 2008. március 26.   | Marvin Lee Stadion, Macoya                    | előselejtező (1. forduló)             | Montserrat– Suriname                          | 1 – 7    | 100         |
| 2008. június 15.    | Sylvio Cator Stadion, Port-au-Prince          | előselejtező (2. forduló)             | Haiti–Holland Antillák                        | 0 – 0    | 6000        |
| 2008. június 20.    | Saputo Stadion, Montréal                      | előselejtező (2. forduló)             | Kanada– Saint Vincent és a Grenadine-szigetek | 4 – 1    | 11 502      |
| 2008.augusztus 20.  | Estadio Azteca, Mexikóváros                   | előselejtező (3. forduló; 2. csoport) | Mexikó–Honduras                               | 2 – 1    | 81 100      |
| 2008. szeptember 6. | Pedro Marrero Stadion, Havanna                | előselejtező (3. forduló; 1. csoport) | Kuba–Amerika                                  | 0 – 1    | 12 000      |
| 2008. november 19.  | Independence Park (Jamaica) Stadion, Kingston | előselejtező (3. forduló; 2. csoport) | Jamaica–Kanada                                | 1 – 0    | 28 000      |
| 2009. február 11.   | Ricardo Saprissa Aymá Stadion, San José       | előselejtező CONCACAF-zóna            | Costa Rica– Honduras                          | 2 : 0    | 18 000      |
| 2009. szeptember 9. | Hasely Crawford Stadion, Port of Spain        | előselejtező CONCACAF-zóna            | Trinidad és Tobagó– Amerika                   | 0 : 1    | 4 700       |

##### 2014-es labdarúgó-világbajnokság
2012-ben a FIFA JB bejelentette, hogy a brazil labdarúgó-világbajnokság lehetséges játékvezetőinek átmeneti listájára jelölte. A kiválasztottak mindegyike részt vett több szakmai szemináriumon. A FIFA JB 25 bírót és segítőiket, valamint kilenc tartalék bírót és melléjük egy-egy asszisztenst nevezett meg. A végleges listát különböző technikai, fizikai, pszichológiai és egészségügyi tesztek teljesítése, valamint különböző erősségű összecsapásokon mutatott teljesítmények alapján állították össze.

###### Selejtező mérkőzés
| Időpont           | Helyszín                                          | Mérkőzés típusa                      | Mérkőzés           | Eredmény | Nézők száma |
| ----------------- | ------------------------------------------------- | ------------------------------------ | ------------------ | -------- | ----------- |
| 2012. június 12.  | Mateo Flores Stadion, Guatemalaváros              | előselejtező (3. forduló; A csoport) | Guatemala–Amerika  | 1 – 1    | 18 000      |
| 2012. október 12. | Rommel Fernández Stadion, Panamaváros             | előselejtező (3. forduló; C csoport) | Panama–Honduras    | 0 – 0    | 27 000      |
| 2013. március 22. | Dick's Sporting Goods Park Stadion, Commerce City | előselejtező (4. forduló)            | Amerika–Costa Rica | 1 – 0    | 19 734      |
| 2013. június 4.   | Independence Park Stadion, Kingston               | előselejtező (4. forduló)            | Jamaica–Mexikó     | 0 – 1    | 16 483      |
| 2013. október 11. | Estadio Azteca Stadion, Mexikóváros               | előselejtező (4. forduló)            | Mexikó–Panama      | 2 – 1    | 90 758      |

###### Világbajnoki mérkőzés
| Időpont          | Helyszín                         | Mérkőzés típusa        | Mérkőzés                      | Eredmény | Nézők száma |
| ---------------- | -------------------------------- | ---------------------- | ----------------------------- | -------- | ----------- |
| 2014. június 15. | Maracanã Stadion, Rio de Janeiro | selejtező (F csoport)  | Argentína–Bosznia-Hercegovina | 2 – 1    | 74 738      |
| 2014. június 19. | Dunas Stadion, Natal             | selejtező (C. csoport) | Japán–Görögország             | 0 – 0    | 39 485      |

#### Olimpia
A 2008. évi nyári olimpiai játékok labdarúgó tornájának selejtező mérkőzésein a CONCACAF-zónában, az észak-amerikai és a közép-amerikai tornán játékvezetőként szolgálta a labdarúgást.
| Időpont           | Helyszín                              | Mérkőzés típusa          | Mérkőzés                  | Eredmény | Nézők száma |
| ----------------- | ------------------------------------- | ------------------------ | ------------------------- | -------- | ----------- |
| 2007. november 18 | Mateo Flores Stadion, Guatemalaváros  | előselejtező (2-csoport) | Costa Rica–Guatemala      | 1 : 2    | 8 000       |
| 2008. március 12. | Home Depot Center Stadion, Kalifornia | előselejtező (B csoport) | Kanada–Mexikó             | 1 : 1    | 9 949       |
| 2008. március 16. | Home Depot Center Stadion, Kalifornia | előselejtező (B csoport) | Mexikó–Haiti              | 5 : 1    | 12 824      |
| 2008. március 23. | LP Field Stadion, Nashville           | döntő                    | Honduras–Egyesült Államok | 1 : 0    | 12 663      |

#### Arany Kupa
Amerikai Egyesült Államok a 9., a 2007-es CONCACAF-aranykupát, a 10., a 2009-es CONCACAF-aranykupát, a 11., a 2007-es CONCACAF-aranykupát rendezte, ahol a CONCACAF JB hivatalnoki szolgálatra alkalmazta.

##### 2007-es CONCACAF-aranykupa

###### Selejtező mérkőzés
| Időpont           | Helyszín                              | Mérkőzés típusa           | Mérkőzés           | Eredmény |
| ----------------- | ------------------------------------- | ------------------------- | ------------------ | -------- |
| 2007. február 11. | Red Bull Arena (New Jersey), Harrison | előselejtező (1. forduló) | Honduras–Panama    | 1 – 1    |
| 2007. február 15. | Cacique Diriangén Stadion, Managua    | rájátszág                 | Nicaragua–Honduras | 1 – 9    |

###### Döntő mérkőzések
| Időpont          | Helyszín                        | Mérkőzés típusa        | Mérkőzés      | Eredmény | Nézők száma |
| ---------------- | ------------------------------- | ---------------------- | ------------- | -------- | ----------- |
| 2007. június 8.  | Giants Stadion, East Rutherford | csoportkör (C csoport) | Mexikó–Kuba   | 2 : 1    | 20 230      |
| 2007. június 13. | Reliant Stadion, Houston        | csoportkör (C csoport) | Kuba–Honduras | 0 : 5    | 68 417      |

##### 2009-es CONCACAF-aranykupa

###### Selejtező mérkőzés
| Időpont            | Helyszín                              | Mérkőzés típusa                                           | Mérkőzés           | Eredmény |
| ------------------ | ------------------------------------- | --------------------------------------------------------- | ------------------ | -------- |
| 2008. december 3.  | Függetlenségi Park Stadion, Kingston  | előselejtező (döntő csoport; Karibi zóna)                 | Jamaica–Barbados   | 2 – 1    |
| 2008. december 7.  | Nemzeti Stadion, St. George’s         | előselejtező (döntő csoport; Karibi zóna)                 | Grenada–Barbados   | 4 – 2    |
| 2008. december 11. | Függetlenségi Park Stadion, Kingston  | előselejtező (Karibi zóna; döntő csoport; egyik elődöntő) | Jamaica–Guadeloupe | 2 – 0    |
| 2009. január 27.   | Rommel Fernández Stadion, Panamaváros | előselejtező (Amerikai zóna; 1. forduló)                  | Panama–Guatemala   | 1 – 0    |

###### Döntő mérkőzések
| Időpont          | Helyszín                                      | Mérkőzés típusa        | Mérkőzés        | Eredmény | Nézők száma |
| ---------------- | --------------------------------------------- | ---------------------- | --------------- | -------- | ----------- |
| 2009. július 9.  | Reliant Stadion, Houston                      | csoportkör (C csoport) | Mexikó–Panama   | 1 : 1    | 47 713      |
| 2009. július 18. | Lincoln Financial Field Stadion, Philadelphia | negyeddöntő            | Kanada–Honduras | 0 : 1    | 32 000      |

##### 2011-es CONCACAF-aranykupa

###### Selejtező mérkőzés
| Időpont          | Helyszín                                    | Mérkőzés típusa               | Mérkőzés           | Eredmény |
| ---------------- | ------------------------------------------- | ----------------------------- | ------------------ | -------- |
| 2011. január 18. | Olimpico Metropolitano Stadion, Tegucigalpa | előselejtező (Központi zóna)  | Honduras–Guatemala | 3 – 1    |
| 1971. február 3. | Rommel Fernández Stadion, Panamaváros       | előselejtező (egyik elődöntő) | Panama–Costa Rica  | 1 – 1    |

###### Döntő mérkőzések
| Időpont          | Helyszín                              | Mérkőzés típusa        | Mérkőzés                | Eredmény | Nézők száma |
| ---------------- | ------------------------------------- | ---------------------- | ----------------------- | -------- | ----------- |
| 2011. június 13. | Red Bull Arena (New Jersey), Harrison | csoportkör (B csoport) | Honduras–Jamaica        | 0 : 1    | 25 000      |
| 2011. június 25. | Rose Bowl, Pasadena                   | döntő                  | Egyesült Államok–Mexikó | 2 : 4    | 93 420      |

###### Selejtező mérkőzés
| Időpont          | Helyszín                                         | Mérkőzés típusa       | Mérkőzés            | Eredmény |
| ---------------- | ------------------------------------------------ | --------------------- | ------------------- | -------- |
| 2013. január 18. | Nacional Mateo Flores Stadion, Guatemalaváros    | előselejtező (döntők) | Guatemala–Nicaragua | 1 – 1    |
| 2013. január 22. | Cacique Diriangén Stadion, Managua               | előselejtező (döntők) | Nicaragua–Belize    | 1 – 2    |
| 2013. január 27. | Ricardo Saprissa Stadion, San José de Costa Rica | előselejtező (döntők) | Costa Rica–Honduras | 1 – 0    |

###### Döntő mérkőzések
| Időpont          | Helyszín                           | Mérkőzés típusa       | Mérkőzés                  | Eredmény | Nézők száma |
| ---------------- | ---------------------------------- | --------------------- | ------------------------- | -------- | ----------- |
| 2013. július 11. | CenturyLink Field Stadion, Seattle | selejtező (A csoport) | Mexikó–Kanada             | 2 – 0    | 28 354      |
| 2013. július 20. | Georgia Dome Stadion, Atlanta      | egyik negyeddöntő     | Mexikó–Trinidad és Tobago | 1 – 0    | 54 229      |
| 2013. július 28. | Soldier Field Stadion, Chicago     | döntő                 | Amerika–Panama            | 1 – 0    | 57 920      |

#### Konföderációs kupa
| Időpont          | Helyszín                         | Mérkőzés típusa       | Mérkőzés              | Eredmény | Nézők száma |
| ---------------- | -------------------------------- | --------------------- | --------------------- | -------- | ----------- |
| 2013. június 17. | Mineirão Stadion, Belo Horizonte | selejtező (B csoport) | Tahiti–Nigéria        | 1 – 6    | 20 187      |
| 2013. június 23. | Castelão Stadion, Fortaleza      | selejtező (B csoport) | Nigéria–Spanyolország | 0 – 3    | 51 263      |

##### Nemzetközi kupamérkőzések
Vezetett Kupa-döntők száma: 1.

###### CONCACAF Bajnokok Ligája
| Időpont           | Helyszín                       | Mérkőzés típusa     | Mérkőzés                               | Eredmény | Nézők száma |
| ----------------- | ------------------------------ | ------------------- | -------------------------------------- | -------- | ----------- |
| 2011. április 20. | Tecnológico Stadion, Monterrey | döntő (1. mérkőzés) | CF Monterrey–Real Salt Lake (amerikai) | 2 – 2    | 30 247      |

## Szakmai sikerek
A IFFHS (International Federation of Football History & Statistics) 1987-2011 évadokról tartott nemzetközi szavazásán 151, játékvezető besorolásával minden idők 116, legjobb bírójának rangsorolta.